# John Lisle
Sir John Lisle (1610 - 11 août 1664) est un avocat et homme politique anglais qui siège à la Chambre des communes à divers moments entre 1640 et 1659. Il soutient la cause parlementaire dans la guerre civile anglaise et est l'un des régicides du roi Charles Ier d'Angleterre . Il a été assassiné par un agent de la couronne alors qu'il était en exil en Suisse.

## Biographie
Il fait ses études au Hertford College et obtient son baccalauréat en 1626. Il est admis au barreau du Middle Temple en 1633 . En avril 1640, il est élu député de Winchester au Court Parlement. Il est réélu député de Winchester pour le long Parlement en novembre 1640. Il est maître de l'hôpital St Cross de Winchester de 1644 à 1649.
Lisle est membre du Parlement croupion et est l'un des directeurs du procès de Charles Ier en 1649. Il est l'un des commissaires du grand sceau et est placé au conseil d'État en 1649. Il est également conseiller de son ordre en 1649 . En 1654, il est élu député de Southampton pour le premier Parlement du protectorat et est réélu en 1656 pour le deuxième parlement du protectorat. Il occupe divers postes dans les parlements entre 1654 et 1659. En 1660, il est commissaire de l'amirauté et de la marine.
À la restauration de la monarchie, Lisle s'enfuit en Suisse. Il est assassiné dans un cimetière à Lausanne le 11 août 1664 par Sir James Fitz Edmond Cotter, un soldat irlandais et agent royaliste qui traque les régicides et qui aurait utilisé l'alias Thomas Macdonnell .

## Vie privée

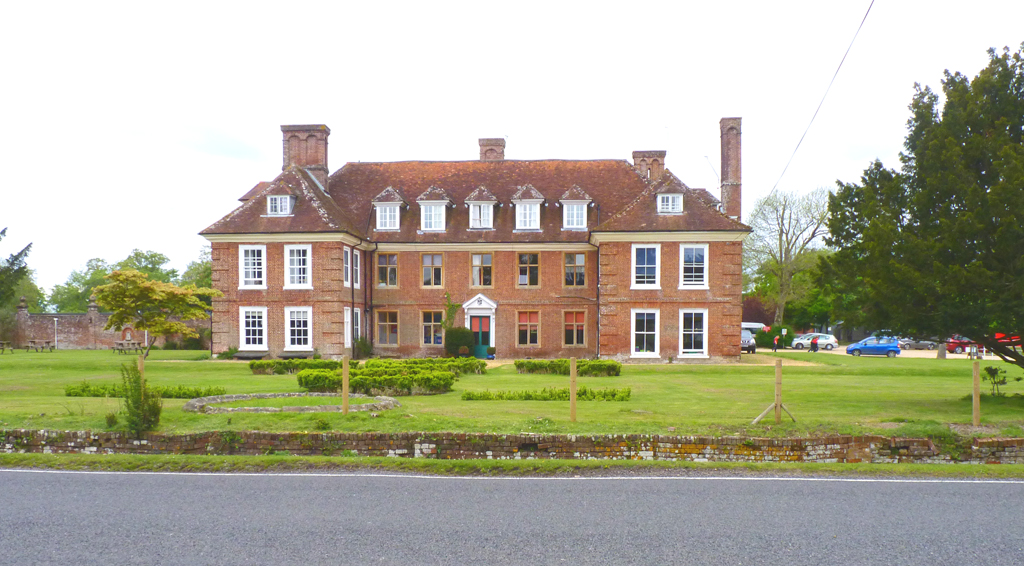
Moyles Court, maintenant Moyles Court School

Lisle épouse Elizabeth Hobart, fille de Henry Hobart (1er baronnet) d'Intwood, qui lui donne un fils décédé en bas âge. Après sa mort en 1633, il épouse Alice Beconshaw, fille de Sir White Beconshaw de Moyles Court à Ellingham dans le Hampshire et de sa femme, Edith, fille de William Bond de Blackmanston, Steeple, Dorset . Alice lui donne sept enfants, dont John, héritier de Moyles Court . Alice est exécutée en 1685 à Winchester, accusée d'avoir hébergé des fugitifs après la bataille de Sedgemoor. Le déroulement du procès, où le juge Jeffreys, président, exerce une pression intense sur le jury pour qu'il condamne, provoque des commentaires très défavorables; et le refus du roi Jacques II de tenir compte des appels à la miséricorde fait croire qu'il prend une revanche posthume sur Sir John lui-même. Un autre des enfants de John, Bridget, épouse Leonard Hoar (en), le 3e président du Harvard College .